# 캐서린 나두치

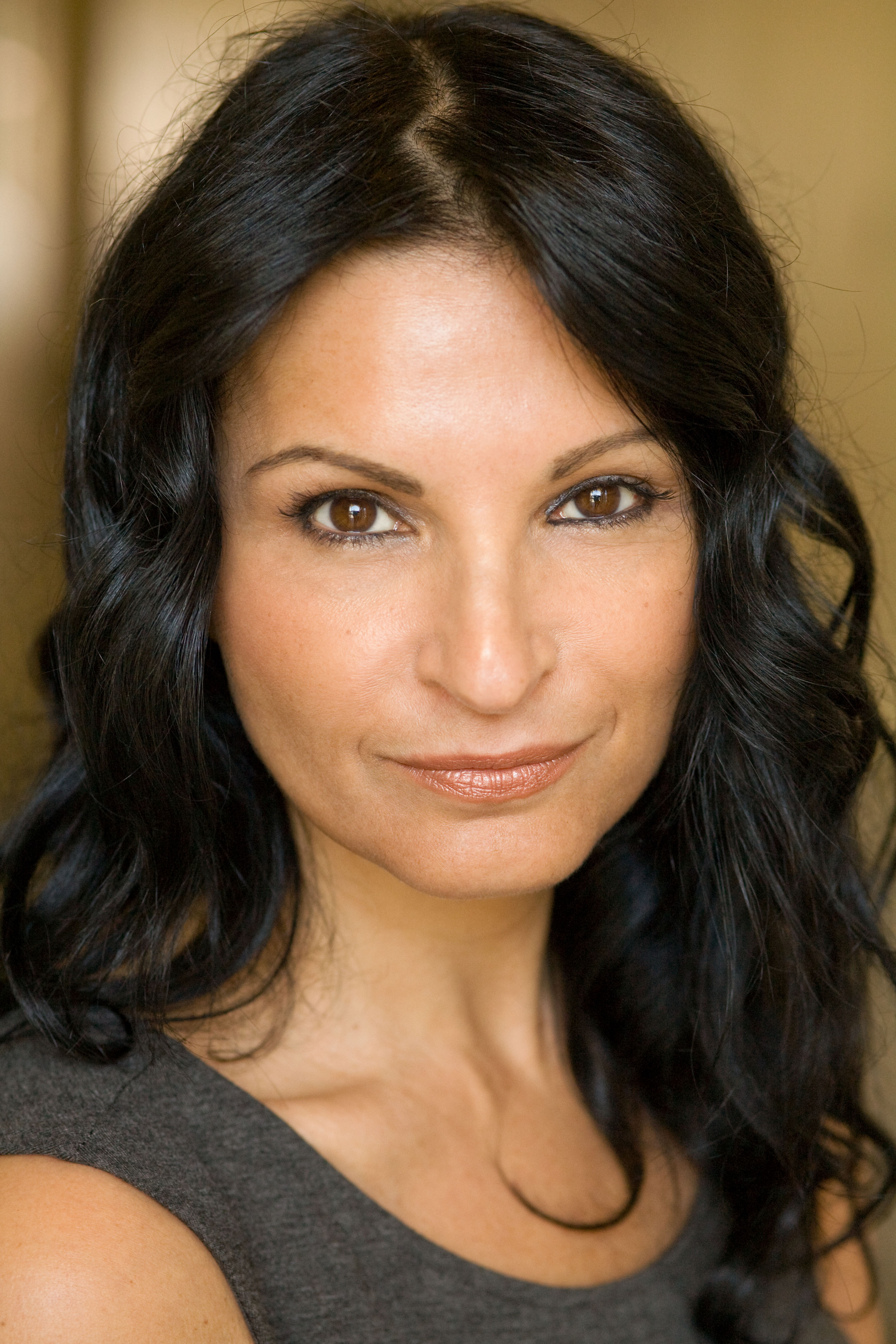

캐스린 나두치(Kathrine Narducci, 1965년 11월 22일 ~ )는 미국의 배우이다.
이스트할렘에서 태어났다.

## 출연 작품
- 폰조 (2020년) - 로지 역
- 아이리시맨 (2019년) - 캐리 버팔리노 역
- 퍼스트 위 테이크 브루클린 (2018년)
- 크루즈 (2018년) - 포투나토 엄마 역
- 로스트 캣 코로나 (2017년)
- 더 위저드 오브 라이스 (2017년)
- '79 파트 (2015년) - 조세피나 역
- 자라스 로 (2014년) - 로라 역
- 저지 보이즈 (2014년) - 프랭키 엄마 역
- 투 리뎀프션 (2012년)
- The Deported (2009) - 신시아 역
- 시카고 오버코트 (2009년)
- 블루 (2009년)
- 메이드 인 브룩클린 (2007년)
- 스토리스 오브 로스트 소울스 (2005, Stories of Lost Souls)
- 투 패밀리 하우스 (2000년)
- 아메리칸 퀴진 (1998년)
- 위트니스 맙 (1998, Witness to the Mob)
- 34번가의 기적 (1994년)
- 브롱스 이야기 (1993년) - 로시나 아넬로 역

### 텔레비전
- 로앤오더 (1994-98)
- 서드 워치 (1999-2002)
- 소프라노스 (1999-2007)
- 콜드 케이스 (2006)
- 성범죄수사대: SVU (2008)
- 인 플레인 사이트 (2008)
- 워커홀릭스 (2011)
- 헝 (2011)
- 메이저 크라임 (2016)
- 유포리아 (2022)